# Oficinas Nacionais
As Oficinas Nacionais foram criadas no governo provisório da França em 1848, durante a Segunda República. Caracterizaram-se por seu caráter socialista utópico, trazendo trabalho aos pobres, mesmo que trabalhos primitivos como carpintaria, marcenaria, etc., entretanto, entre as oficinas não havia trabalhos na terra (agricultura). Se não havia trabalhos geradores de alimentos, não haveria dinheiro para se pagar o salário dos trabalhadores, pois a França estava em crise causada pela seca. Esse foi o motivo da ineficiência dessa política. Quando fechadas pelo parlamento burguês que havia sido eleito após o governo provisório, a insatisfação dos operários de Paris levou a Revolução de Junho de 1848.